# Agitator
Een roerder of agitator is een apparaat of mechanisme om iets in beweging te zetten door te schudden of te roeren. Er zijn verschillende soorten agitatiemachines, waaronder wasmachines (die heen en weer draaien) en magnetische roerders (met een magnetische staaf bevatten die door een magnetisch veld ronddraait). Agitators kunnen in verschillende maten en variëteiten voorkomen, afhankelijk van de applicatie.
In het algemeen bestaan agitators uit een waaier en een as. Een waaier is een rotor die zich in een buis of leiding bevindt die is bevestigd aan de as. Dit  verhoogt de druk om zo een vloeistof te laten stromen. Moderne industriële agitatoren bevatten procesregelaars voor een betere controle over het mengproces.